# ليفوسيتريزين
يُعتبر ليفوسيتريزين (بالإنجليزية: Levocetirizine)‏، الذي يُباع تحت الاسم التجاري Xyzal، من الادوية المضادة للهستامين والذي يستخدم في علاج التهاب الأنف التحسسي (حمى القش) والشرى. وهو أقل تسكينًا من مضادات الهيستامين الأقدم. يؤخذ عن طريق الفم.
تشمل الآثار الجانبية الشائعة النعاس وجفاف الفم والسعال والقيء والإسهال. الاستخدام أثناء الحمل يمكن أن يكون آمنًا ولكن لم يتم دراسته جيدًا واستخدامه عندما تكون الرضاعة الطبيعية قد يكون غير آمن. يتم تصنيفه على أنه مضاد للهستامين من الجيل الثاني ويعمل على منع مستقبلات الهستامين H 1.
تمت الموافقة على ليفوسيتريزين للاستخدام الطبي في الولايات المتحدة في عام 2007. وهو متاح كدواء عام. يكلف العرض الشهري في المملكة المتحدة دائرة الصحة الوطنية حوالي 4.50 جنيه إسترليني اعتبارًا من عام 2019. في الولايات المتحدة، تبلغ تكلفة الجملة لهذا المبلغ حوالي 3 دولارات أمريكية. في عام 2016، كان الدواء رقم 163 الذي تم وصفه في الولايات المتحدة بأكثر من 3 ملايين وصفة طبية.

## الاستخدامات الطبية
ليفوسيتريزين يستخدم لعلاج أعراض الحساسية، بما في ذلك العيون الدامعة، سيلان الأنف، العطس، الشرى، والحكة. يزعم المصنعون أنه أكثر فاعلية مع آثار جانبية أقل من أدوية الجيل الثاني السابقة؛ ومع ذلك، لم تكن هناك دراسات مستقلة منشورة تدعم هذه التأكيدات المقارنة. خلصت دراسة ممولة جزئيا من قبل الشركة المصنعة UCB إلى أنها قد تكون أكثر فعالية من بعض مضادات الهيستامين من الجيلين الثاني والثالث، ولكنها لم تقارنها بسيتريزين.

## الآثار الجانبية
يُسمى ليفوسيتريزين بمضادات الهيستامين غير المهدئة لأنه لا يدخل المخ بكميات كبيرة، ولذلك من غير المرجح أن يسبب النعاس. قد تكون سلامة القلب مع إعادة الاستقطاب أفضل من بعض مضادات الهيستامين الأخرى، لأن ليفوسيتيريزين لا يطيل فترة كيو تي بشكل ملحوظ عند الأفراد الأصحاء. ومع ذلك، قد لا يزال بعض الناس يعانون من النعاس الطفيف، والصداع، وجفاف الفم، والدوار، ومشاكل في الرؤية ( عدم وضوح الرؤية بشكل عام)، والخفقان والتعب.

## موانع
- يمنع استخدام الدواء للمرضى المصابين بفرط الحساسية اتجاه الليفوسيتريزين أو أيا من مكوناته.
- يمنع استخدام الدواء للأطفال دون سن السادسة.
- يمنع استخدام الدواء للمرضى الذين يعانون من أمراض الكلي.
- يمنع استخدام الدواء للمرأة التي ترضع رضاعة طبيعية.[16]

## آلية عمل الدواء
يبدو أن مضاداتِ الهيستامين، مثل الليفوسيتريزين، تتنافس مع الهيستامين على مواقع مستقبلاته على الخلايا المستجيبة، فتقلل من تأثيراته، ومن ثم تحد من شدة التحسس وتحرر الهيستامين، وتمنع رد فعل الجسم تجاه المادة المسبِبة للتحسس.

## علم الصيدلة
الليفوسيتريزين من الأدوية المضادة للهيستامين 1 التي تنتمي إلى الجيل الثاني، حيث يعمل على منع المستقبلات التي تستجيب لها الخلايا ويمنع رد فعل الجسم من المادة التي تسبب الحساسية، وبالتالي يحد من شدة التحسس.

## الكيمياء
كيميائيا، ليفوسيتيريزين هو مضاد الهستامين الفاعل من ناهض معكوس، وتسمى أيضا مستقبلات الهستامين H1. وهي عضو في مجموعة ديفينيل ميثيلبيبيرازين من مضادات الهيستامين.

## تاريخ
تم إطلاق ليفوسيتريزين لأول مرة في عام 2001 من قبل شركة الأدوية البلجيكية UCB.

## المجتمع والثقافة

### توافر
في 31 يناير 2017، وافقت إدارة الغذاء والدواء على إصدار من دون وصفة طبية. على الرغم من أن الدواء مرخص من قبل FDA في عام 2007، إلا أنه كان متاحًا بالفعل في معظم الدول الأوروبية. مثل العديد من الأدوية الجديدة، دخلت السوق بسعر أعلى من مضادات الهيستامين من الجيلين الثالث والثاني المتوفرة حاليًا. في الهند، يتوفر أحد أشكال الدواء على شكل أقراص كروية MK وشراب، وهي تركيبة من هيدروكلوريد ليفوسيتيريزين ومونتيلوكاست. في الهند، يُعتبر كرويزت إم.كيه دواءً من نوع "H"، ويمكن أن يصفه طبيب ممارس مسجل فقط.

## الأسماء التجارية

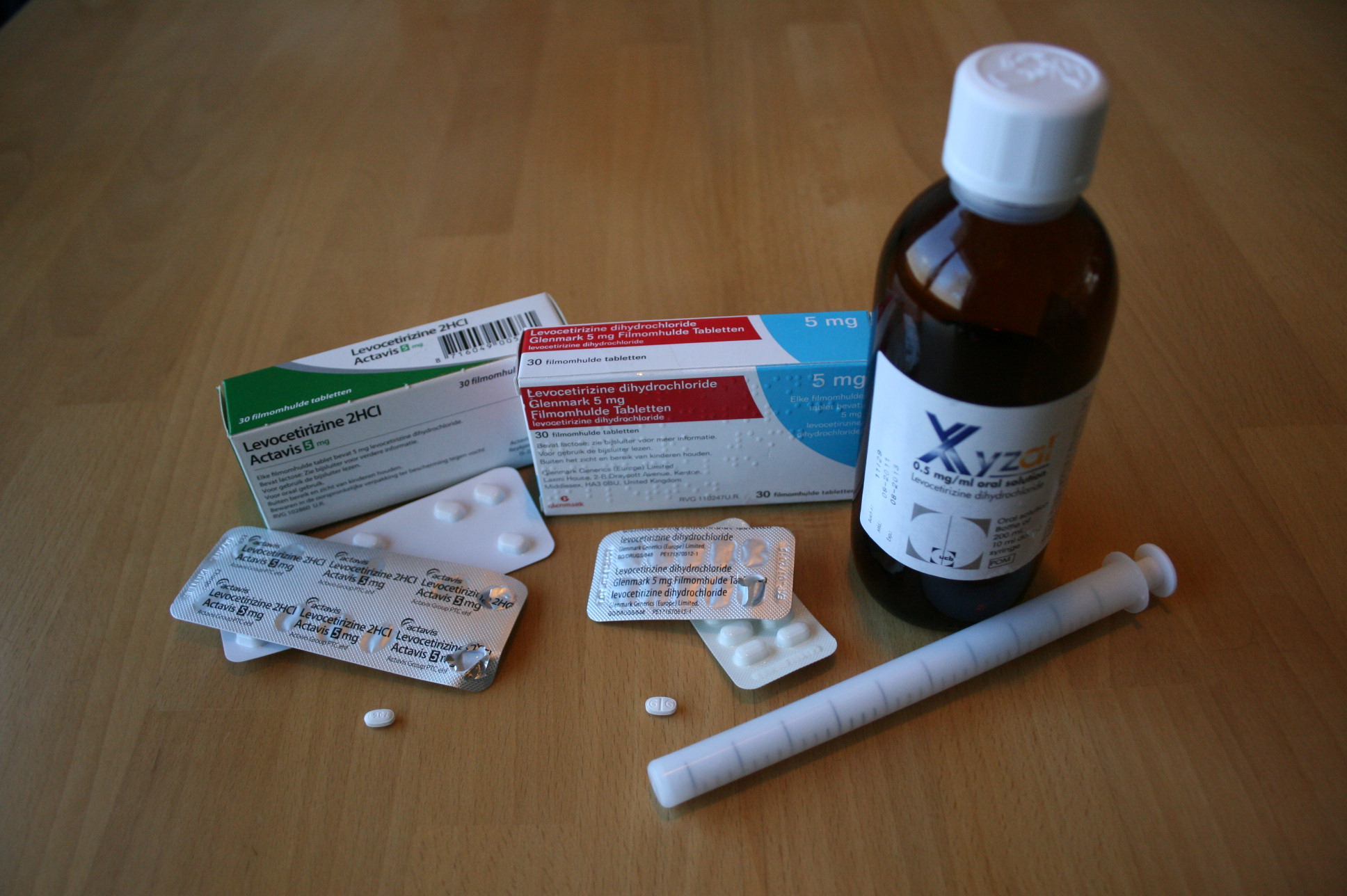
العلامات التجارية المختلفة (أكتافس، جلين مارك، يو سي بي) أقراص ليفوسيتريزين والكل عن طريق الفم.

يباع ليفوسيتريزين تحت الأسماء التجارية التالية:
- /ˈzaɪˌzɑːl/ /زيزال/ في أستراليا، النمسا، بلغاريا، كرواتيا، جمهورية التشيك، فنلندا، فرنسا، الهند، أيرلندا، إيطاليا، اليابان، ليتوانيا، هولندا، بولندا، البرتغال، رومانيا، تايوان، تايلاند، تركيا، الفلبين، صربيا، سنغافورة، سلوفاكيا، سلوفينيا، جنوب إفريقيا والمملكة المتحدة. في 25 مايو 2007، وافقت إدارة الغذاء والدواء الأمريكية على زيزال، حيث يتم تسويقها بواسطة سانوفي.
- زيزال في ألمانيا، المكسيك
- زيزال في اليونان
- زيزال في اسبانيا
- في هنغاريا يتم تسويقها باسم زيلولا (من إنتاج جدعون ريختر) والهستيسين (أكتافس) وزيزال (يو سي بي).

## روابط خارجية
- معلومات المخدرات من المعاهد الوطنية للصحة